# 中国・ブラジル地球資源衛星
中国・ブラジル地球資源衛星（China-Brasil Earth Resources Satellite、CBERS）は中華人民共和国・ブラジル共同の資源探査衛星・地球観測衛星。中国空間技術研究院（CAST）とブラジル国立宇宙研究所（INPE）が共同で開発し、これまでに計5機打ち上げられている(4機目は打ち上げに失敗した)。

## 概要
CBERSは中国とブラジルによる資源調査・環境監視用衛星の共同開発事業であり、1988年7月6日に調印された。
アメリカが弾道ミサイル不拡散、核不拡散の観点からブラジルへの宇宙技術提供を拒否していた1980年代当時、中国はブラジルの核開発計画や核兵器搭載可能なミサイルの開発計画に協力していたとされ、1985年から中国とブラジルは共同で実践3号の設計を元に太陽同期画像衛星の衛星バスも開発していた。中国側はこの計画に掛かる費用の7割を支出していた。1989年にはNASAやアリアンに対抗して第三世界向けの宇宙事業を行う共同出資会社INSCOMが設立されていた。
元々の計画では衛星は2機で1号機の打ち上げは1996年10月の予定で、2号機は1998年か1999年が目標であったが、1号機のCBERS-1が打ち上げられたのは1999年10月14日で、2号機のCBERS-2は2003年10月21日だった。
その後もこの事業は継続し、2007年9月19日には2号機の2機目、つまり当事業3機目となるCBERS-2Bが打ち上げられた。また、2013年12月9日には4機目のCBERS-3が打ち上げられたが、この打ち上げは失敗した。
INPEは2004年から、インターネットを通じて登録者に無料でCBERSの画像データを提供しており、2010年7月にはCASTとINPEはCBERSのグローバル化に関する覚書に調印した。今後も中国の支持の下で、中南米諸国やアフリカ諸国にリアルタイム画像を提供していく方針である。
なお、中国の資源探査衛星にはCBERSの他に、『資源』（Zi Yuan, ZY）シリーズが存在する。これはブラジルとは関係なく中国独自のものであるが、観測センサはCBERS と共通点が多い。CBERS の衛星にもZY系の名称がつけられており、中国宇宙開発の報告書ではZY系の名称が使われることがあるので注意が必要である。

## 衛星
| 名称     | ZY系の名称                    | NSSDC ID  | 打上げ日              | ロケット | 打上げ場所 |
| -------- | ----------------------------- | --------- | --------------------- | -------- | ---------- |
| CBERS-1  | 資源1号01星（ZY-1A, ZY-1）    | 1999-057A | 1999-10-14            | 長征4号B | 太原       |
| CBERS-2  | 資源1号02星（ZY-1B, ZY-1-2）  | 2003-049A | 2003-10-21            | 長征4号B | 太原       |
| CBERS-2B | 資源1号02B星（ZY-1B2, ZY-2B） | 2007-042A | 2007-09-19            | 長征4号B | 太原       |
| CBERS-3  |                               | －        | 2013-12-09 打上げ失敗 | 長征4号B | 太原       |
| CBERS-4  | 地球資源衛星04星              |           | 2014-12-07            | 長征4号B | 太原       |
| CBERS-5  |                               |           | 2017年予定            |          |            |

### CBERS-1,2
シリーズ最初の衛星である、CBERS-1は1999年10月14日に打上げられ、2003年8月まで稼動した。
続いて2機目のCBERS-2は2003年10月21日に打ち上げられた。
CBERS-1と2は全く同じ衛星で、3つのリモートセンシング用の多波長カメラ（高分解能CCDカメラ、赤外マルチスペクトルスキャナ、広域画像センサ）を搭載していた。衛星は本体部が2.0m×1.8m×3.2mのボックス型で、太陽電池パドル展開時の長さが8.4m、重量は1,400kg。ともに軌道周期100.26分、高度778km、軌道傾斜角98.504度の太陽同期軌道に投入された。
CBERS-1,2の合計費用は15億ドル（衛星10億ドル、打上げ5億ドル）。

### CBERS-2B
3機目のCBERS-2Bは2007年9月19日に打ち上げられた。CBERS-2Bからの画像は2007年1月10日から利用可能となった。
CBERS-2Bは以前の2機と似ているが、赤外マルチスペクトルスキャナの代わりに高分解能パンクロマチックカメラが搭載された。重量、寸法、軌道要素は前2機と同様。